# Microchilus scrotiformis
Microchilus scrotiformis är en orkidéart som först beskrevs av Charles Schweinfurth, och fick sitt nu gällande namn av Paul Ormerod. Microchilus scrotiformis ingår i släktet Microchilus och familjen orkidéer. Inga underarter finns listade i Catalogue of Life.